# Corinne : Première Mission
 (juillet 2017).
Corinne : Première Mission est le premier roman de la série Corinne, inspirée de la série Langelot, écrit par le Lieutenant X (pseudonyme de Vladimir Volkoff) et paru pour la première fois en 1981 dans la Bibliothèque verte.

## Résumé
Le roman, formé de 184 pages réparties en 17 chapitres, est divisé en trois parties informelles mais clairement distinctes.
Dans une première partie, « Corinne », qui sort à peine de l'école de formation du SNIF, est chargée par le capitaine Aristide, chef de la section Renseignement du SNIF, d'être l'officier traitant d'un informateur du service, Paulin Dulcimer. Cet informateur est censé lui donner des informations sur les membres faisant partie d'une organisation internationale terroriste appelée « TIPTU ». Cette organisation est composée de 53 personnes, désignées par des noms de couleurs des jeux de cartes et par leurs fonctions. Ainsi, le TIPTU est organisé en quatre filières : « Piques », « Trèfles », « Cœur » et « Carreau ». Il est dirigé par le Joker, chef suprême et mystérieux. Chacun des chefs de filières est l'« As », il est secondé par le « Roi », et ainsi de suite jusqu'au « 2 » de la filière. Chacun des membres de la filière ne connaît que la personne de rang immédiatement supérieur et son subordonné direct, ce qui permet de cloisonner la filière. Ainsi le « 10 de Cœur » n'est en liaison qu'avec le « 9 de Cœur » et le « Valet de Cœur ». La mission confiée à la jeune femme s'avère vite ennuyeuse. Néanmoins, son informateur lui annonce qu'une importante réunion va bientôt avoir lieu à San Francisco : les quatre « Rois » de chacune des filières vont se rencontrer. Pour montrer à ses chefs qu'elle est capable de mener une enquête importante sans aide extérieure, elle sollicite une permission de congés et, après l'avoir obtenue, prend l'avion pour les États-Unis.
Dans une deuxième séquence, Corinne arrive à San Francisco et loue une chambre dans l'hôtel dans lequel la réunion des chefs terroristes doit se tenir. Après avoir soigneusement repéré ses quatre cibles, elle s'arrange pour fouiller les chambres des quatre suspects. Elle est surprise en pleine fouille par le dernier, Chuck Baines, qui lui déclare n'être en rien un terroriste : il est un pétrolier texan qui était venu parler affaires avec d'autres businessmen. Il lui propose de la raccompagner en France et de faire la lumière sur cette étrange « information » totalement erronée. La deuxième partie se termine par l'acceptation de Corinne de cette proposition et son souhait d'interroger au plus vite Paulin Dulcimer.
Dans une dernière partie, Corinne parvient à démanteler la filière « Carreau » de l'organisation terroriste, qui s'apprêtait à procéder à diverses exécutions en France. Son père, le général Ixe, était l'une des cibles, et c'est parce qu'elle était sa fille qu'elle avait été « éloignée » aux États-Unis le temps que les assassinats aient lieu. Après avoir cru que le chef de la filière (l’« As de Carreau ») était le capitaine Aristide, son chef direct au SNIF, elle découvre que ce chef de filière était Paulin Dulcimer. Elle parvient à l'appréhender un instant avant qu'il ne tue le général Ixe qui était venu se recueillir au cimetière sur la tombe de son épouse.

## Principaux personnages
Les « gentils »
- Corinne : agent secret du Service National d'Information Fonctionnelle, de son vrai nom Delphine Ixe, fille du général commandant ce Service.

Les « méchants »
Autres personnages

## Parutions
- 1981 - Hachette, Bibliothèque verte (français, version originale).